# Saint-Alban-Leysse
Saint-Alban-Leysse – miejscowość i gmina we Francji, w regionie Owernia-Rodan-Alpy, w departamencie Sabaudia. Nazwa miejscowości pochodzi od imienia św. Albana.
Według danych na rok 1990 gminę zamieszkiwało 3858 osób, a gęstość zaludnienia wynosiła 459 osób/km² (wśród 2880 gmin regionu Rodan-Alpy Saint-Alban-Leysse plasuje się na 229. miejscu pod względem liczby ludności, natomiast pod względem powierzchni na miejscu 1248.).